# Дурнево (Московская область)
Дурнево — деревня в Можайском районе Московской области в составе Юрловского сельского поселения.

## География
Располагается на реке Береге.

## Известные люди
В селе родился в 1882 году и владел усадьбой в начале XX века русский учёный-почвовед Борис Николаевич Одинцов.